# Taça Roraima 2024
La Taça Roraima de 2024, correspondió a la segunda ronda del Campeonato Roraimense 2024, y contó con la participación de 9 equipos.
Se disputó del 20 de abril al 4 de junio de 2024.
El equipo campeón garantizó un cupo en la final del Campeonato Roraimense 2024.

## Sistema de disputa
Los nueve equipos se dividieron en 2 grupos, el grupo A formado por 4 equipos, y el grupo B por 5. Los equipos de un grupo jugaron contra los equipos del otro grupo. Los dos mejores equipos de cada grupo clasificaron a las semifinales.

## Primera fase

### Grupo A
| Pos. | Equipo           | Pts. | PJ | G | E | P | GF | GC | Dif. | Clasificación 2024            |
| ---- | ---------------- | ---- | -- | - | - | - | -- | -- | ---- | ----------------------------- |
| 1    | São Raimundo     | 11   | 5  | 3 | 2 | 0 | 19 | 3  | +16  | Clasificado a las semifinales |
| 2    | Náutico          | 9    | 5  | 2 | 3 | 0 | 11 | 3  | +8   | Clasificado a las semifinales |
| 3    | Atlético Roraima | 6    | 5  | 2 | 0 | 3 | 6  | 15 | −9   |                               |
| 4    | Rio Negro        | 3    | 5  | 1 | 0 | 4 | 9  | 12 | −3   |                               |

Actualizado a los partidos jugados el 21 de mayo de 2024.
 Fuente: Globo Esporte

### Grupo B
| Pos. | Equipo        | Pts. | PJ | G | E | P | GF | GC | Dif. | Clasificación 2024            |
| ---- | ------------- | ---- | -- | - | - | - | -- | -- | ---- | ----------------------------- |
| 1    | GAS           | 8    | 4  | 2 | 2 | 0 | 14 | 4  | +10  | Clasificado a las semifinales |
| 2    | Monte Roraima | 7    | 4  | 2 | 1 | 1 | 6  | 3  | +3   | Clasificado a las semifinales |
| 3    | River         | 7    | 4  | 2 | 1 | 1 | 9  | 6  | +3   |                               |
| 4    | Real          | 4    | 4  | 1 | 1 | 2 | 4  | 5  | −1   |                               |
| 5    | Progresso     | 0    | 4  | 0 | 0 | 4 | 0  | 27 | −27  |                               |

Actualizado a los partidos jugados el 21 de mayo de 2024.
 Fuente: Globo Esporte

## Fixture
- La hora de cada encuentro corresponde al huso horario correspondiente al Estado de Roraima (UTC-4).

| Fecha       | Hora  | Partido          | Partido | Partido          |
| ----------- | ----- | ---------------- | ------- | ---------------- |
| 20 de abril | 16:30 | GAS              | 6-2     | Rio Negro        |
| 20 de abril | 18:30 | Náutico          | 1-1     | Monte Roraima    |
| 23 de abril | 19:00 | São Raimundo     | 3-1     | River            |
| 23 de abril | 21:00 | Rio Negro        | 6-0     | Progresso        |
| 27 de abril | 16:30 | Atlético Roraima | 1-0     | Progresso        |
| 27 de abril | 18:30 | Náutico          | 1-1     | GAS              |
| 30 de abril | 19:00 | Rio Negro        | 0-1     | Monte Roraima    |
| 30 de abril | 21:00 | Real             | 0-0     | São Raimundo     |
| 3 de mayo   | 17:00 | Atlético Roraima | 2-4     | River            |
| 3 de mayo   | 19:00 | Náutico          | 1-0     | Real             |
| 7 de mayo   | 19:00 | Progresso        | 0-13    | São Raimundo     |
| 7 de mayo   | 21:00 | Monte Roraima    | 3-0     | Atlético Roraima |
| 10 de mayo  | 16:00 | Real             | 2-1     | Rio Negro        |
| 10 de mayo  | 18:00 | GAS              | 6-0     | Atlético Roraima |
| 14 de mayo  | 19:00 | Progresso        | 0-7     | Náutico          |
| 14 de mayo  | 21:00 | São Raimundo     | 1-1     | GAS              |
| 18 de mayo  | 16:30 | River            | 3-0     | Rio Negro        |
| 18 de mayo  | 18:30 | Atlético Roraima | 3-2     | Real             |
| 21 de mayo  | 19:00 | River            | 1-1     | Náutico          |
| 21 de mayo  | 21:00 | Monte Roraima    | 1-2     | São Raimundo     |

## Fase final

### Semifinales
| Fecha      | Hora  | Partido      | Partido        | Partido       |
| ---------- | ----- | ------------ | -------------- | ------------- |
| 28 de mayo | 19:00 | São Raimundo | 5-1            | Náutico       |
| 28 de mayo | 21:00 | GAS          | 1-1 (pen. 5-4) | Monte Roraima |

### Final
| Fecha      | Hora  | Partido      | Partido | Partido |
| ---------- | ----- | ------------ | ------- | ------- |
| 4 de junio | 19:30 | São Raimundo | 1-5     | GAS     |

## Campeón
| Taça Roraima 2024       |
| ----------------------- |
| GAS Campeón (?º título) |

## Goleadores
- Actualizado el 4 de junio de 2024.

| Jugador        | Club         | Goles |
| -------------- | ------------ | ----- |
| Raylson        | GAS          | 6     |
| Léo Salgado    | GAS          | 6     |
| Fabrício Kanté | São Raimundo | 6     |
| Léo Reis       | São Raimundo | 5     |
| Guilherme Ilha | Náutico      | 5     |
| Tavinho        | São Raimundo | 4     |